# Distolasterias
Genre
Distolasterias est un genre d'étoiles de mer de la famille des Asteriidae.

## Liste des espèces
Selon World Register of Marine Species (22 janvier 2015) :
- Distolasterias elegans Djakonov, 1931
- Distolasterias nipon (Döderlein, 1902)
- Distolasterias robusta (Ludwig, 1905)
- Distolasterias stichantha (Sladen, 1889)

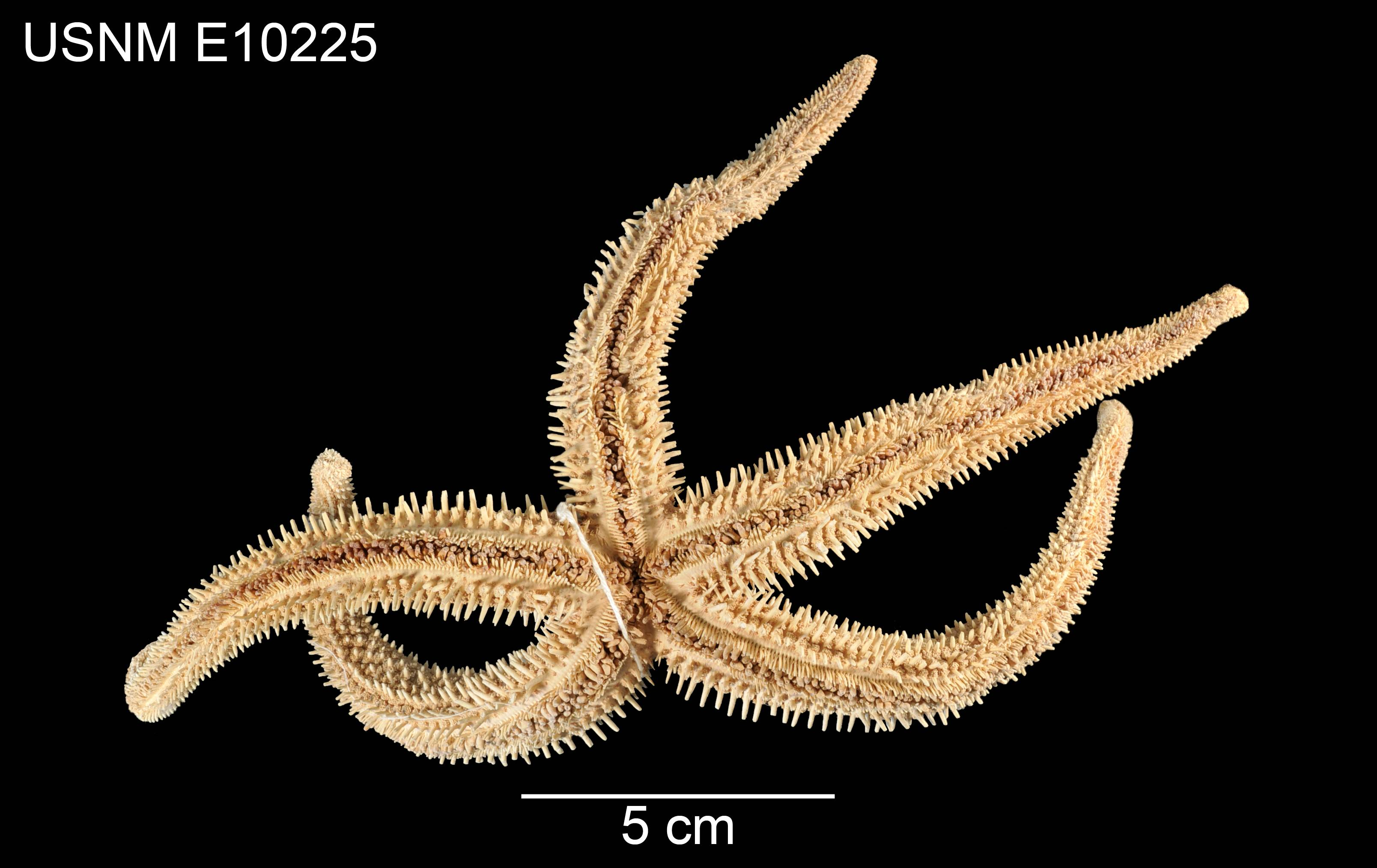
Distolasterias elegans (face orale)
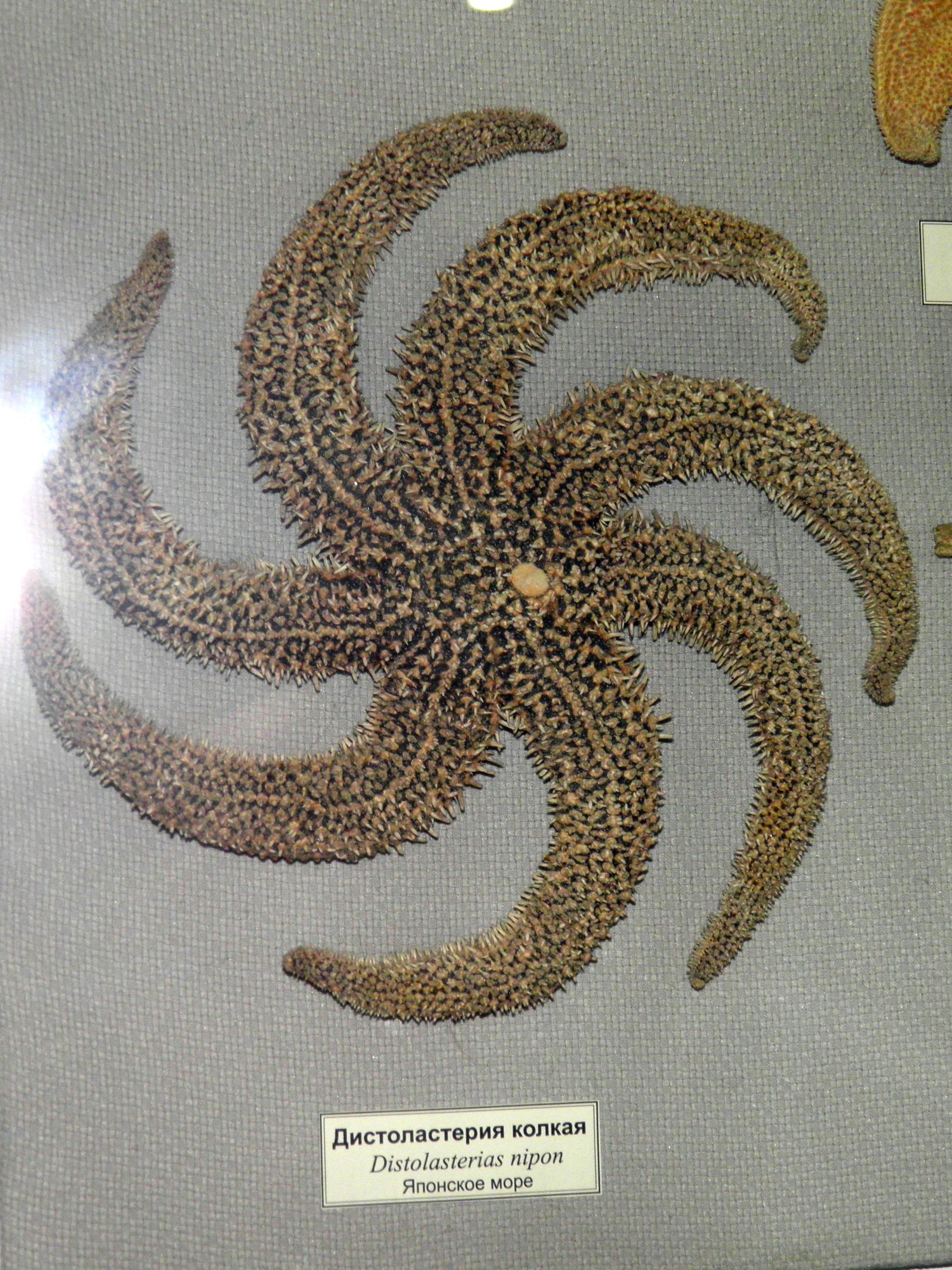
Distolasterias nipon